# Anđelko Urošević
Anđelko Urošević (1º maggio 1968) è un ex calciatore serbo, di ruolo centrocampista.